# Дригін Андрій Сергійович
Андрій Сергієвич Дригін (12 червня 1977, Красноярськ) — таджицький гірськолижник, учасник трьох Олімпійських ігор.

## Біографія
Виступати у змаганнях під егідою FIS Дригін почав лише з середини 1990-х, а на Олімпійські ігри пробився лише 2002 року. Принагідно він дебютував на Кубку світу, ставши першим таджиком у цьому змаганні.
На Олімпіаді-2002 Дригін став першим в історії Таджикистану учасником зимової Олімпіади. Він виступив у супергіганті та гігантському слаломі, але обидва рази не зміг фінішувати.
Через чотири роки, на Іграх у Турині Дригін був єдиним учасником та прапороносцем збірної Таджикистану. Він виступав у швидкісних видах та у гігантському слаломі. В обох швидкісних дисциплінах він став 51-м, а у гігантському слаломі зійшов у першій спробі.
На Олімпіаді у Ванкувері Дригін не стартував лише у комбінації, а найкращим його результатом стало 44-те місце у супергіганті.

## Статистика виступів на Олімпійських іграх
| Олімпійські ігри    | Швидкісний спуск | Супергігант | Гігантський слалом | Слалом | Комбінація |
| ------------------- | ---------------- | ----------- | ------------------ | ------ | ---------- |
| Солт-лейк-Сіті 2002 | -                | DNF         | DNF2               | -      | -          |
| Турин 2006          | 51               | 51          | DNF1               | -      | -          |
| Ванкувер 2010       | 59               | 44          | 57                 | DNF1   | -          |